# Milka
Мілка (англ. Milka) — бренд шоколаду, що належить компанії Kraft Foods. 
У 1901 році швейцарець Філіпп Сушард (нім. Philippe Suchard), власник шоколадної фабрики, випустив молочний шоколад, який отримав назву Milka. Назва Milka утворилася з двох німецьких слів — Milch (молоко) і Kakao (какао), за назвами основних інгредієнтів, проте спочатку вважали, що шоколад названий на честь знаменитої хорватської співачки-сопрано Мілки Терніної.

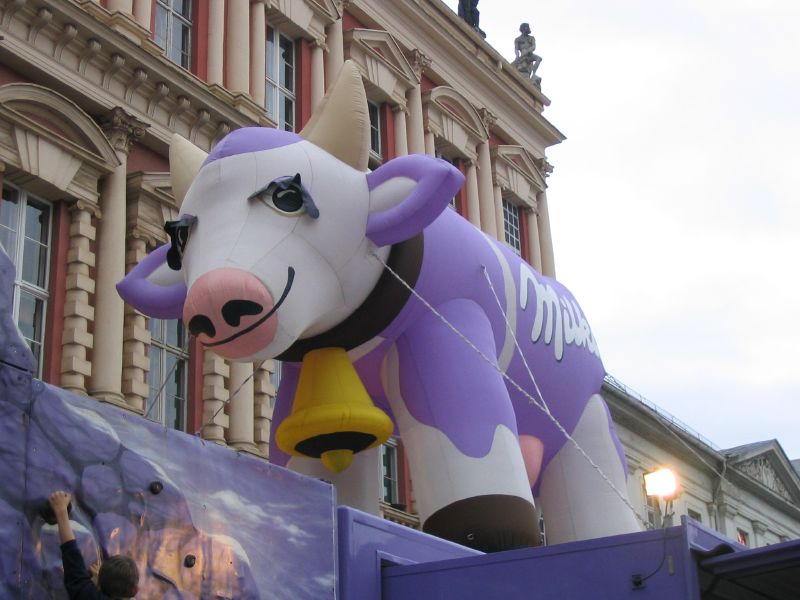
Символ бренду Milka

Фірмовий бузковий колір вирізняв шоколад Сушарда від продуктів інших виробників. Корова Мілка стала символом торговельної марки в 1972 році, хоча з'явилася на упаковці шоколаду практично відразу. Спочатку корова була білого кольору, а фон — фіолетового. Для реклами продукту раніше використовувалася справжня корова, яку фарбували в бузковий колір із розпилювача, а потім змивали фарбу. Найпопулярнішою рекламною моделлю була корова Ластівка з рекламної кампанії 1990-х. Її утримання обходилося виробникові в 6000 франків на рік.